# Juwenaliusz (Kilin)
Juwenaliusz, imię świeckie Iwan Kielsijewicz Kilin (ur. w kwietniu 1875 w guberni wiackiej, zm. 28 grudnia 1958 w Iżewsku) – rosyjski biskup prawosławny.

## Życiorys
Urodził się w religijnej rodzinie chłopskiej. Wielokrotnie pielgrzymował razem z matką do monasterów Rosyjskiego Kościoła Prawosławnego. Jego siostra wstąpiła do klasztoru, brat został białym duchownym. W czasie nauki w szkole w Sarapule poznał biskupa sarapulskiego Atanazego, który wywarł znaczny wpływ na jego dalsze postępowanie. W 1894 po nagłej śmierci ojca, udał się na pielgrzymkę do monasteru w Wierchoturiu, gdzie ostatecznie zdecydował się na złożenie ślubów mniszych. Został następnie posłusznikiem w Białogórskim Monasterze św. Mikołaja. 2 lipca 1900 złożył wieczyste śluby zakonne, przyjmując imię Juwenaliusz. 12 lutego 1902 został wyświęcony na hieromnicha. Wspólnie z przełożonym klasztoru, archimandrytą Warłaamem, pielgrzymował na Athos, do Pustelni Optyńskiej, monasteru w Sarowie, Ławry Troicko-Siergijewskiej, Ławry Pieczerskiej. W 1903 uczestniczył w ceremonii kanonizacji Serafina z Sarowa.
W tym samym roku hieromnich Juwenaliusz został przełożonym filialnej placówki swojego monasteru w Permie, której budową kierował. Od 1910 był ekonomem eparchii permskiej i solikamskiej. Pracując w eparchii, poznał hieromnicha Nestora (Anisimowa), który opowiadał mu o swojej pracy misjonarza na Kamczatce i w Chinach. Pod jego wpływem zaczął uczęszczać na kursy misjonarskie. W 1912 otrzymał godność igumena. W 1915 otrzymał godność archimandryty i został mianowany dziekanem monasterów eparchii przez jej nowego ordynariusza, biskupa Andronika.
W 1918 bolszewicy permscy zamordowali przełożonego Monasteru Białogórskiego, metropolitę Andronika oraz biskupa solikamskiego Teofana. W związku z tym archimandryta Juwenaliusz uciekł w 1919 do Czyty, zaś w roku następnym emigrował do Harbinu, gdzie został proboszczem parafii przy cerkwi Zaśnięcia Matki Bożej. W 1922 arcybiskup harbiński i mandżurski Metody pobłogosławił mu na założenie nowego męskiego monasteru. Następnie wyjechał do Królestwa SHS, w którym przebywał do 1924. Po powrocie został przełożonym monasteru Kazańskiej Ikony Matki Bożej w Harbinie.
W 1935 miała miejsce jego chirotonia na biskupa sinciańskiego w ramach Rosyjskiego Kościoła Prawosławnego poza granicami Rosji. Ceremonia miała miejsce w Sremskich Karlovcach i hierarcha udał się do Chin dopiero w 1938. Zamieszkał w Szanghaju jako proboszcz cerkwi św. Mikołaja. Następnie w 1940 został ponownie przełożonym monasteru w Harbinie.
W 1947 wrócił do ZSRR i został w jurysdykcji Patriarchatu Moskiewskiego biskupem czelabińskim. W 1948 został podniesiony do godności arcybiskupiej i objął katedrę irkucką, po roku został arcybiskupem omskim. Następnie w 1952 został arcybiskupem iżewskim i udmurckim.
Na krótko przed śmiercią złożył śluby wielkiej schimy z imieniem Jan, na cześć św. Jana Teologa. Zmarł następnego dnia, 28 grudnia 1958.